# STS-8
STS-8 e осмата мисия на НАСА по програмата Спейс шатъл и трети полет на совалката Чалънджър. По време на полета е изведен в орбита индийския спътник „Insat 1B“.

## Екипаж
| Пост                    | Астронавт                                 |
| ----------------------- | ----------------------------------------- |
| Командир                | Ричард Трули втори космически полет       |
| Пилот                   | Даниел Бранденщайн първи космически полет |
| Специалист на мисията 1 | Дейл Гарднър първи космически полет       |
| Специалист на мисията 2 | Гуйон Блъфорд първи космически полет      |
| Специалист на мисията 3 | Уилям Торнтън първи космически полет      |

- Броят на полетите е преди и включително тази мисия.

## Полетът
Подготовката на совалката за настоящата мисия е извършена за рекордно кратък срок. Мисия STS-7 приключва на 24 юни, а в КЦ „Кенеди“ е доставена в края на същия месец. Подготовката се състои в замяната на 76 термоплочки, спирачни накладки, повредения прозорец от „срещата“ с космическия отпадък и др. Първоначално част от полезния товар е трябвало да бъде и спътника TDRS-2, но управлението на НАСА го изключва от полета. 5 дни преди планирания старт към Флорида се приближава урагана „Бери“, но това не засяга предстартовата подготовка.
Совалката е успешно изстреляна на 30 август след 17-минутно закъснение поради гръмотевичната буря в района на космодрума. На втория ден от полета е изведен спътника за сателитна телевизия „Insat 1B“. По време на мисията са планирани и успешно приключени 54 експеримента.
Тази мисия е първата в историята на космическата совалка, която започва и завършва през нощта. Г. Блъфорд става първият афроамериканец-астронавт.

## Параметри на мисията
- Маса:
  - При излитане: 110 105 кг
  - При кацане: 92 506 кг
  - Маса на полезния товар: 13 642 кг
- Перигей: 306 км
- Апогей: 313 км
- Инклинация: 28,5°
- Орбитален период: 90.7 мин.

## Галерия
- Подготовката на спътника за полет.
- Старта на мисията.
- "Извеждането на „Insat 1B“ в орбита.
- Г. Блъфорд в орбита.